# Debbie Scott-Bowker
Debbie Scott-Bowker, född 16 december 1958, är en friidrottare från Kanada. Hon deltog vid olympiska sommarspelen 1984, olympiska sommarspelen 1988 och olympiska sommarspelen 1992.